# Спанн, Сильвио
Сильвио Рейналдо Спанн (англ. Silvio Reinaldo Spann; род. 21 августа 1981, Кува) — тринидадский футболист, полузащитник.

## Карьера

### Клубная
Начинал играть полузащитник вместе с Коллином Сэмьюэлом в тринидадском клубе «Докс Хелвалаас». Затем оба они перешли в «Дабл-Ю Коннекшн». За этот клуб Спанн провел большую своей карьеры. В 2001 году заключил контракт с итальянской «Перуджей», однако в Серии А Спанн так и не сыграл. Вторай попытка заиграть в Европе также не вышла. В 2004—2005 гг. игрок находился в распоряжении загребского «Динамо», но на поле в её составе он не провел ни одного матча.
28 марта 2006 года Сильвио Спанн приехал на просмотр в киевское «Динамо». Там он находился в течение недели. Однако подойти «бело-голубым» у него не получилось.
С 2007 по 2010 гг. полузащитник отыграл в «Рексеме». В 2011 году вернулся в родной «Дабл-Ю Коннекшн».

### В сборной
В национальной сборной дебютировал в июле 2002 года. Также участвовал в квалификации к Олимпиаде-2004, где был капитаном сборной Тринидада и Тобаго (U-23) и назван в числе 18-ти лучших игроков турнира.
Вместе с Тринидадом и Тобаго Спанн должен был ехать на Чемпионате мира по футболу в Германию. Он попал в окончательную заявку сборной на турнир. Но затем на одном из тренировочных занятий Спанн повредил связки колена, из-за чего он досрочно покинул расположение команды. Вместо него в сборную на турнир был вызван Эванс Уайз.
Всего за Тринидад и Тобаго полузащитник провёл 41 игру и забил 2 мяча.

## Семья
Сильвио Спанн — выходец из спортивной семьи. Его отец, Лерой Спанн, также выступал за футбольную сборную своей страны.
Младший брат Сильвио, Силас Спанн, также являлся футболистом. Он выступал за клуб «Джо Паблик» и, помимо этого, несколько раз вызывался в сборную Тринидада и Тобаго.

## Достижения

### Командные
- Чемпион Тринидада и Тобаго (3): 2001, 2011/12, 2013/14.
- Обладатель Кубка Тринидада и Тобаго: 2013/14.